# Enrique Collar Monterrubio
Enrique Collar Monterrubio (castellà: Enrique Collar)  (San Juan de Aznalfarache, 2 de novembre de 1934) fou un futbolista espanyol de les dècades de 1950 i 1960.
Fou 16 cops internacional amb la selecció espanyola, amb la qual participa al Mundial de 1962. A nivell de club, destacà com a jugador de l'Atlètic de Madrid durant una quinzena de temporades. També jugà una temporada al València CF.